# Agostino Sagredo

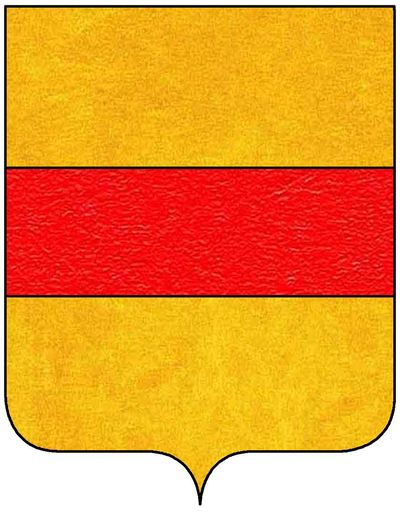
Stemma Sagredo

Agostino Gasparo Maria Sagredo (Venezia, 1º dicembre 1798 – Vigonovo, 8 febbraio 1871) è stato uno storico e politico italiano.

## Biografia
Figlio di Giovanni Gherardo di Francesco Sagredo (ramo "di Santa Ternita" residente a Santa Sofia) e di Eleonora Elisabetta di Alvise Renier, proveniva da una delle più ragguardevoli casate del patriziato veneziano che aveva dato a Venezia un doge, Nicolò Sagredo (1606-1676), e vari alti dignitari della Repubblica. La caduta della Serenissima nel 1797 provocata da Napoleone, però, aveva inaugurato una nuova realtà storica a cui la famiglia dovette ben presto adattarsi.
A parte le due sorelle, maritate a nobili emiliani, nessuno dei cinque fratelli Sagredo trovò moglie. Uno di loro, Alvise, morì prematuramente in Spagna, combattendo al seguito di Napoleone e con Agostino, terzo dei quattro fratelli maschi, si estinse l'illustre famiglia veneta dei Sagredo.
Agostino studiò in casa, e ricevette un'ottima formazione grazie a validi precettori; a 22 anni, nel 1820, diede alle stampe l'opuscolo Notizie di Melchior Cesarotti, letterato vissuto fra il 1730 e il 1808 che aveva tradotto in lingua italiana i poemi ossianici dello scozzese James Macpherson (1736-1796). Dopo la morte del padre, avvenuta nel 1822, cominciò ad emergere sempre più nell'ambito delle istituzioni cittadine: nello stesso anno divenne socio corrispondente dell'Ateneo Veneto e nel 1829 consigliere straordinario dell'Accademia di belle arti.
Sempre nel 1829 fu nominato per tre anni assessore della Congregazione municipale di Venezia, dando inizio a una modesta carriera nell'amministrazione pubblica, che lo vide impegnato solo saltuariamente a livello comunale e provinciale. Per quanto riguarda le sue opinioni politiche, fu un moderato e non manifestò mai sentimenti antiaustriaci. In una sola occasione fu condannato a tre giorni di arresti domiciliari per aver scritto nel libro dei visitatori della tomba di Francesco Petrarca il verso «Italia mia, benché il parlar sia indarno». D'altro canto, quando nel 1839 Ferdinando I visitò Venezia, scrisse lo studio Intorno al monumento da innalzarsi in Venezia per ordine di S.M. Ferdinando I re nostro alla memoria di Tiziano, dove rivolse numerose lodi al sovrano.
Nel 1842 divenne tra i primi e più assidui collaboratori dell'Archivio storico italiano, la rivista fondata da Gino Capponi e Giovan Pietro Vieusseux. Per sua iniziativa, vi vennero pubblicati gli Annali veneti di Domenico Malipiero, che tuttora rappresentano una preziosissima fonte per la storiografia veneziana della seconda metà del XV secolo.
Nel 1843 firmò una petizione all'imperatore per impedire il trasloco dell'archivio della Serenissima a Vienna, iniziativa che fu accolta tre anni dopo. Il 24 novembre dello stesso anno partecipò a una commissione incaricata di studiare la fattibilità di un ponte sul Canal Grande; nello stesso luogo, più tardi, sarà innalzato il ponte dell'Accademia.
Fu anche socio dell'Istituto veneto di scienze, lettere ed arti (corrispondente dal 1844, effettivo dal 1855). Nel 1846 fu nominato professore supplente di estetica all'Accademia, carica che mantenne fino al 1852, quando si dimise per motivi di "dignità personale", non volendo partecipare a discussioni con colleghi di bassa levatura intellettuale e morale.
Fu protagonista della IX Riunione degli scienziati italiani, organizzata a Venezia nel 1847. In questa occasione, fu pubblicata l'opera collettiva Venezia e le sue lagune, a cui Sagredo contribuì con il Sommario della storia civile e politica della repubblica veneta.
Nel 1845 fu nominato consigliere comunale per il triennio 1846-1848, ma vi partecipò solo per discutere delle opere pie e del Monte di pietà. Nel 1848, nel periodo della Repubblica di San Marco, venne eletto nell'assemblea destinata a decidere la fusione con il Regno di Sardegna. Tuttavia preferì non lasciarsi coinvolgere dai rivoluzionari e si ritirò nella sua villa di Vigonovo.
Dopo la caduta della Repubblica mantenne i contatti con esuli e patrioti, esprimendo nelle epistole le sue idee patriottiche; ma non le manifestò mai in pubblico, tanto che nel 1855 la polizia austriaca, apprezzandone la moderazione, lo dichiarò «immune da censura».
Questo atteggiamento celava la frustrazione del Sagredo che, pur interessato alla politica per tradizione familiare, non poteva parteciparvi autonomamente, dovendo sottostare o al regime straniero, o al governo rivoluzionario. Di qui la sua dedizione alla cultura e, forse, anche la decisione di non sposarsi per continuare il nome del casato. Questa scelta di vita era simile a quella che, grossomodo nello stesso periodo, portava avanti un altro concittadino illustre, Giovanni Querini Stampalia. Con il passare del tempo, fu sempre più assorbito dagli studi dei documenti conservati nell'archivio di famiglia, che svolgeva principalmente nella tenuta di Vigonovo, da cui scaturirono numerose pubblicazioni storiche.
Con la fine della terza guerra d'indipendenza e l'annessione del Veneto al Regno d'Italia, accettò alcuni ruoli di rappresentanza, dati gli illustri natali e la popolarità nel mondo culturale. Il 20 ottobre 1866 ebbe il compito di recare il saluto di Venezia a Vittorio Emanuele II, mentre il 5 novembre fu nominato senatore. Il 23 dicembre divenne consigliere comunale, carica che conservò fino al 17 agosto 1868.
In quanto senatore e componente della Società geografica italiana, partecipò alla commissione per l'esame dei progetti di legge sull'istruzione pubblica e fu membro della commissione di contabilità interna.
Nel dicembre 1870 era a Roma per partecipare alle celebrazioni dell'Unità d'Italia. Si ritirò quindi a Vigonovo, dove morì improvvisamente due mesi dopo. Privo di eredi, lasciò libri, quadri e archivio al museo Correr e il resto del patrimonio alla servitù.